# Iago Maidana
Iago Maidana est un footballeur brésilien né le 6 février 1996 à Cruz Alta dans le Rio Grande do Sul. Il évolue au poste de défenseur au Henan FC.

## Biographie
Il figure dans le groupe des sélectionnés lors de la Coupe du monde des moins de 20 ans 2015. Il ne joue toutefois aucun match lors de cette compétition.

## Carrière
- 2014-2015 :  Criciúma EC [1]
- 2015- :  Sao Paulo FC
  - 2017 :  São Bernardo FC (prêt)
  - 2017- :  Paraná Clube (prêt)

## Palmarès
- Finaliste de la Coupe du monde des moins de 20 ans 2015 avec l'équipe du Brésil des moins de 20 ans.
- Vainqueur de la Copa Libertadores U20 en 2016 avec les moins de 20 ans de Sao Paulo FC